# Leopoldo Toniolo
Pour les articles homonymes, voir Toniolo.
Leopoldo Toniolo, né en juillet 1833 à Schio et mort le 4 décembre 1908 à Padoue, est un peintre italien, principalement de thèmes de genre.

## Biographie
Leopoldo Toniolo naît en juillet 1833 à Schio.
Il déménage à Padoue en 1861.
Leopoldo Toniolo est un peintre de genre.
El me ama, a été exposé en 1880 à Turin, avec une toile représentant: Un Antiquaire. À Milan en 1881, il expose : Repos de l'Odalisque, en 1887, à Venise, il expose In aspettazione della solita partita.
Il a également peint des portraits à la fois contemporains, comme un jeune Malmignati Leoni, et historiques, tels que le Portrait de Pétrarque.
Leopoldo Toniolo meurt le 4 décembre 1908 à Padoue.